# 紅胸巨嘴鳥
紅胸巨嘴鳥（學名：Ramphastos dicolorus）又名紅胸鵎鵼，是分佈在巴西東部及南部、巴拉圭東部及阿根廷東北部大西洋森林的巨嘴鳥。
紅胸巨嘴鳥是鵎鵼屬中最細小的物種之一，只重約350克。牠們的喙只長約10厘米，也是屬內最短的之一。牠們的身體上有一大片的紅色羽毛，但實際上是在腹部。胸部其實呈橙色，兩側黃色。喙呈淡綠色。
紅胸巨嘴鳥需要較大的空間生活，加上牠們主要吃果實及容易患有血色病，故難於飼養。

## 外部連結
- 巨嘴鳥相片
- 巨嘴鳥列表 （页面存档备份，存于）
- Internet Bird Collection